# Sardoniscus
Sardoniscus is een geslacht van pissebedden uit de familie van de Oniscidae.

## Soorten
- Sardoniscus pygmaeus (Budde-Lund, 1885)
- Sardoniscus verhoeffi (Ferrara & Taiti, 1978)